# Municipio de San Juan Cieneguilla
El municipio de San Juan Cieneguilla es uno de los 570 municipios que conforman al estado mexicano de Oaxaca. Pertenece al distrito de Silacayoapam, dentro de la región mixteca. Su cabecera es la localidad homónima.

## Geografía
El municipio de se encuentra localizado en el extremo noroeste del estado de Oaxaca y en sus límites con el estado de Puebla. Forma parte de la región Mixteca y del distrito de Silacayoapam, teniendo una extensión territorial de 90.278 kilómetros cuadrados. Sus coordenadas geográficas extremas son 17°48′ - 17°57′ y 98°11′ - 98°21′ de longitud oeste, la altitud de su territorio va de 1800 a 1100 metros sobre el nivel del mar.
Limita al este con el municipio de Mariscala de Juárez y con el municipio de Santa Cruz Tacache de Mina, al sur con el municipio de Santiago Tamazola y el municipio de San Juan Ihualtepec; al oeste y suroeste limita con el municipio de Zapotitlán Lagunas. Al norte colinda con el estado de Puebla, en particular con el municipio de Acatlán, el municipio de Tecomatlán y el municipio de Tulcingo.

## Demografía
La población total del municipio de acuerdo con el Censo de Población y Vivienda realizado en 2010 por el Instituto Nacional de Estadística y Geografía, es de 605 habitantes, de los que 294 son hombres y 311 son mujeres.
La densidad de población asciende a un total de 6.7 personas por kilómetro cuadrado.

### Localidades
El municipio se encuentra formado por dos localidades. Su población de acuerdo al censo de 2010 son:
| Localidad            | Población |
| -------------------- | --------- |
| San Juan Cieneguilla | 602       |
| El Tapa Queso        | 3         |
| Total                | 605       |

## Política
El gobierno de San Juan Cieneguilla se rige por principio de usos y costumbres que se encuentra vigente en un total de 424 municipios del estado de Oaxaca y en las cuales la elección de autoridades se realiza mediante las tradiciones locales y sin la intervención de los partidos políticos. 
El ayuntamiento de Santiago Yucuyachi está integrado por el presidente municipal, un síndico y un cabildo integrado por tres regidores.

### Representación legislativa
Para la elección de diputados locales al Congreso de Oaxaca y de diputados federales a la Cámara de Diputados federal, el municipio de San Juan Cieneguilla se encuentra integrado en los siguientes distritos electorales:
Local:
- Distrito electoral local de 6 de Oaxaca con cabecera en Heroica Ciudad de Huajuapan de León.[4]

Federal:
- Distrito electoral federal 6 de Oaxaca con cabecera en Heroica Ciudad de Tlaxiaco.[5]